# Volo rovesciato

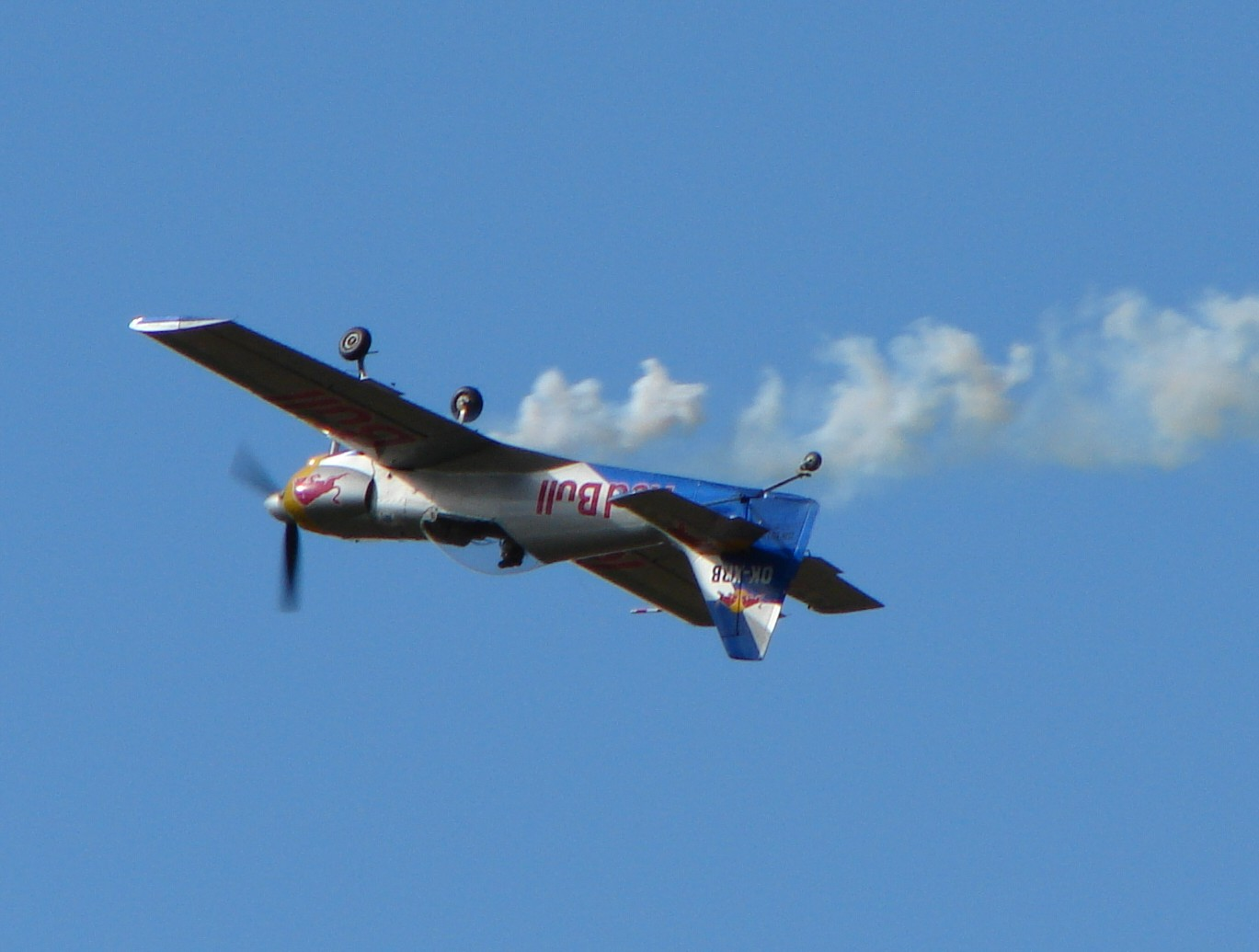
Lo Zlín Z 50 LX, marche OK-XRB, del Flying Bulls Aerobatics Team durante un passaggio in volo rovesciato.

Il volo rovesciato consiste nel volo rettilineo uniforme ma con il velivolo "capovolto" (ossia ruotato di 180° lungo l'asse longitudinale). 
Non tutti i velivoli sono in grado di effettuare il volo rovesciato, si prestano maggiormente gli aeroplani dotati di ali a profilo biconvesso (come gli aerei acrobatici).
Gli elicotteri per poter eseguire questa difficilissima operazione devono poter invertire il passo collettivo.